# Manatsu no tooriame
Manatsu no tooriame (真夏の通り雨?) è un singolo della cantante giapponese Utada Hikaru, il secondo estratto dal suo nono album in studio Fantôme, pubblicato il 15 aprile 2016.
Inizialmente presentato per far parte della sigla del programma notturno giapponese News Zero, è stato poi pubblicato come singolo digitale insieme a Hanataba wo kimi ni.

## Tracce
Testi e musiche di Utada Hikaru.
1. Manatsu no tooriame – 5:41

## Classifiche
| Classifica (2016) | Posizione massima |
| ----------------- | ----------------- |
| Giappone          | 5                 |